# 메포 어음
메포 어음(독일어: Mefo-Wechsel 메포벡셀[*])은 독일 재군비의 재원을 마련하기 위해 1934년 국가은행 총재 얄마르 샤흐트가 고안한 약속어음이다. "메포"란 유령회사인 야금연구유한책임회사(독일어: Metallurgische forschungsgesellschaft mit beschränkter Haftung) 명의로 발행했음을 의미하는 것으로, "야연" 같은 약자다.
메포 어음은 1932년 발행된 외파 어음의 설계를 그대로 따라 만든 것이었다.
독일의 재군비는 베르사유 조약 조항 위반이었기 때문에, 독일은 문서 증거 없이 재군비 자금을 조달할 방법이 필요했다. 샤흐트는 메포 어음을 100만 라이히스마르크만 발행해 재군비 자금만 조달할 임시방편으로서 만들었으나 마구 남발되어 1938년에는 총액이 120억 라이히스마르크에 이르게 된다. 당시 양지의 국채가 190억 라이히스마르크였기에, 그 액수는 엄청난 것이었다. 샤흐트는 뉘른베르크 국제군사재판에서 메포 어음의 고안은 중앙은행이 정부에 정상적인 법적 절차로는 불가능한 사기대출을 주는 것과 같았다고 증언했다. 사실상 음지의 국채이며 동시에 사기어음이었던 메포 어음이 얼마나 많이 발행되었는지는 극비 정보였다.

## 자금조달
독일 정부는 경제대공황 시대의 중공업 기반 경제와 궁극적으로 재무장 산업의 재건을 위해 막대한 자금을 투입할 필요가 있었다. 그러나 두 가지 문제에 직면했다. 첫째, 재무장은 베르사유 조약에 따라 불법이었고, 둘째, 법정 이자율 4.5%의 제한이 있었다.

## 유령회사
얄마르 샤흐트는 유한 책임 회사인 Metallurgische Forschungsgesellschaft, m.b.H. 또는 줄여서 "MEFO"를 만들었다. 회사의 "메포 어음"는 수요에 따라 라이히스마크로 전환될 수 있는 교환 지폐의 역할을 했다. MEFO는 실제 존재나 운영이 없었고 전적으로 대차대조표 기관이었다. 어음는 주로 군수업체에 대한 지불로 발행되었다.
메포 어음는 처음에는 6개월 동안 사용할 수 있도록 발행되었지만, 무기한 90일 연장이 규정되어 있었다. 메포 어음은 연 4.5%의 금리를 적용하여 투자자들을 더 끌어들였다.
메포 어음이 인플레이션을 초래할 라이히스마르크와 절대 교환되지 않도록 하기 위해 어음의 90일 만기는 1939년까지 실제 만기가 5년이 될 때까지 계속 연장되었다. 메포 어음의 발행 총액은 비밀로 유지되었다.
본질적으로 나치 독일은 메포 어음로 인해 평소보다 더 큰 재정 적자를 낼 수 있었다. 메포 어음는 일반 국채 190억 라이히스마르크에 비해 1938년까지 120억 라이히스마르크가 있었다.
이로 인해 독일 정부는 경제를 다시 부풀릴 수 있었고, 이는 궁극적인 재무장으로 끝이 났다.

## 경제성장
이것은 독일 정부가 경제에 재투자할 수 있는 다양한 상품과 서비스를 제공하고, 경제성장을 촉진하며, 히틀러의 적극적인 외교 및 국내 정책에 대비함으로써 독일 경제를 강화시켰다. 법안들은 위와 같은 기능을 했을 뿐만 아니라, 베르사유 조약에서 금지한 군사비 지출을 은폐했다.